# 죽림정사

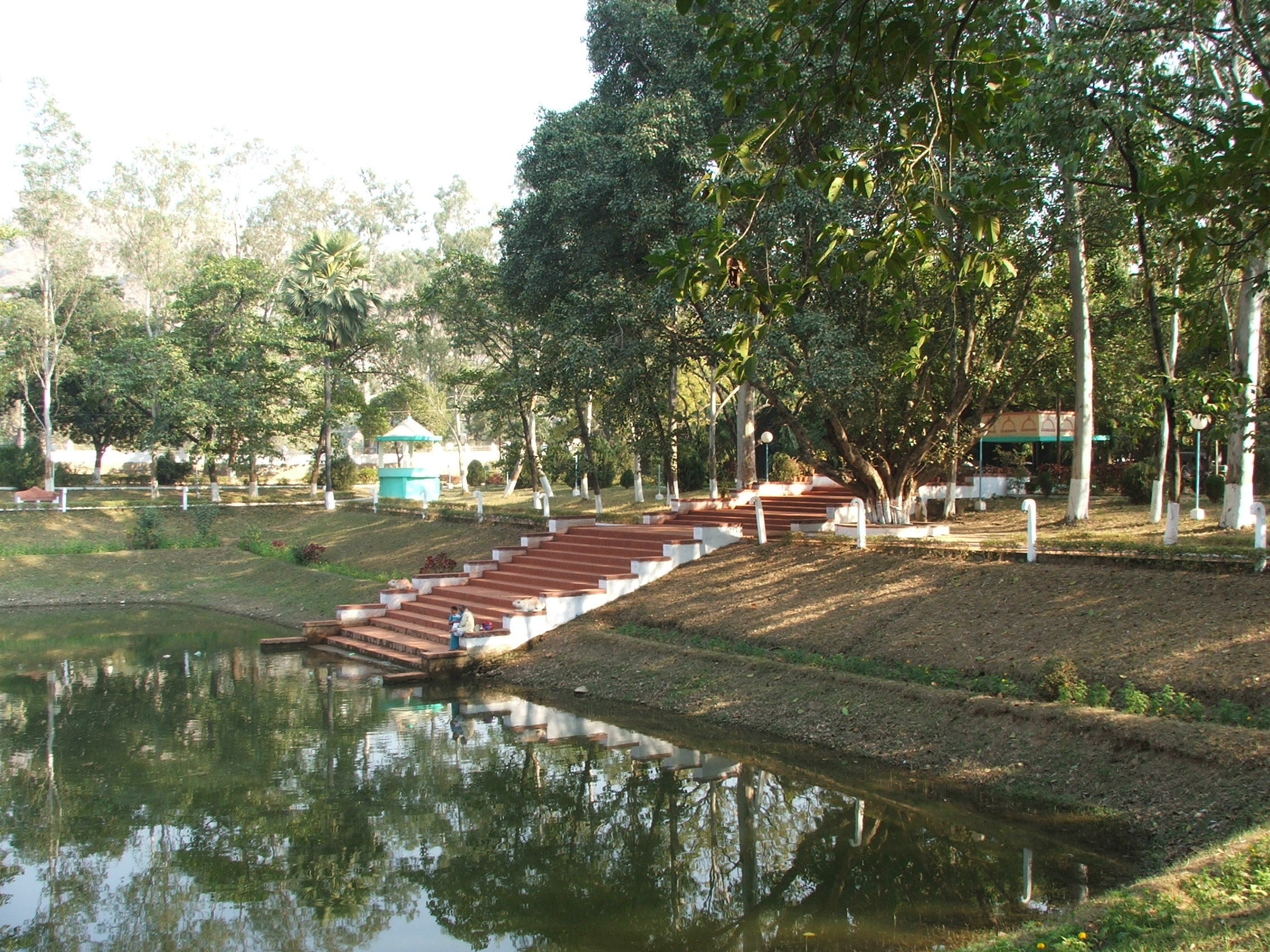
라즈기르에 소재한 죽림정사.

죽림정사(竹林精舎, 산스크리트어: Venuvana-vihāra)는 불교 최초의 사원이다. 가란타죽림(迦蘭陀竹林)이라고도 한다.
마가다 왕국의 수도였던 라자그리하(오늘날의 비하르 주 라자기르)에 위치하고 있었다. 가란타 장자(迦蘭陀長者)가 소유하고 있던 대나무 정원으로 처음에는 니건자(尼犍子, 자이나교)가 소유하고 있었으나, 장자가 불교에 귀의하면서 이곳을 불교의 승원으로 바쳤고, 빔비사라가 가람을 짓게 하였다.
당(唐)의 승려 현장은 《대당서역기》에서 죽림정사 서남쪽으로 5~6리 가면 남북쪽 큰 대나무 숲 속에 커다란 석실이 있다고 언급하고, 이곳이 석가모니 부처가 열반에 든 뒤 마하가섭 존자가 대아라한 999명과 함께 삼장을 결집했던 곳이라고 소개했다. 이곳이 칠엽굴(Sattapanni)로, 현장의 언급에 따르면 동굴 앞에는 마가다 왕국의 아자타샤트루 왕이 경전 결집을 위해 모인 대아라한들을 위해 지어 준 건물의 터도 남아 있었다고 한다.

## 기타
- 한국의 독립운동가인 승려 백용성의 탄생지도 죽림정사라는 이름의 사찰로 조성되어 있다.[2]

## 같이 보기
- 가란타(迦蘭陀)
- 기원정사(祇園精舎)